# Escultura contemporánea

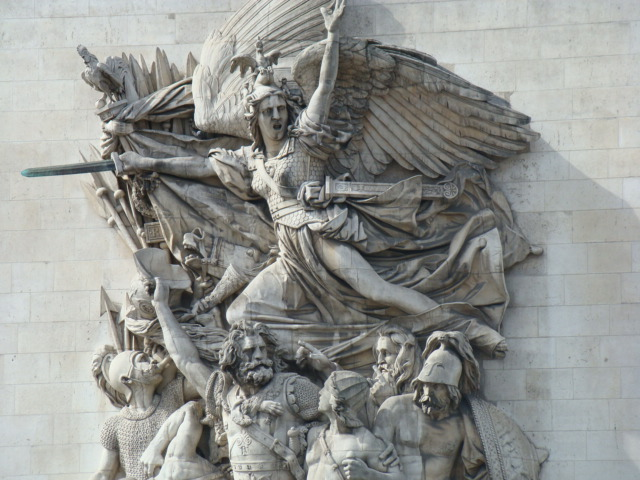
La Marsellesa, relieves del Arco de Triunfo de París, de François Rude, 1833.

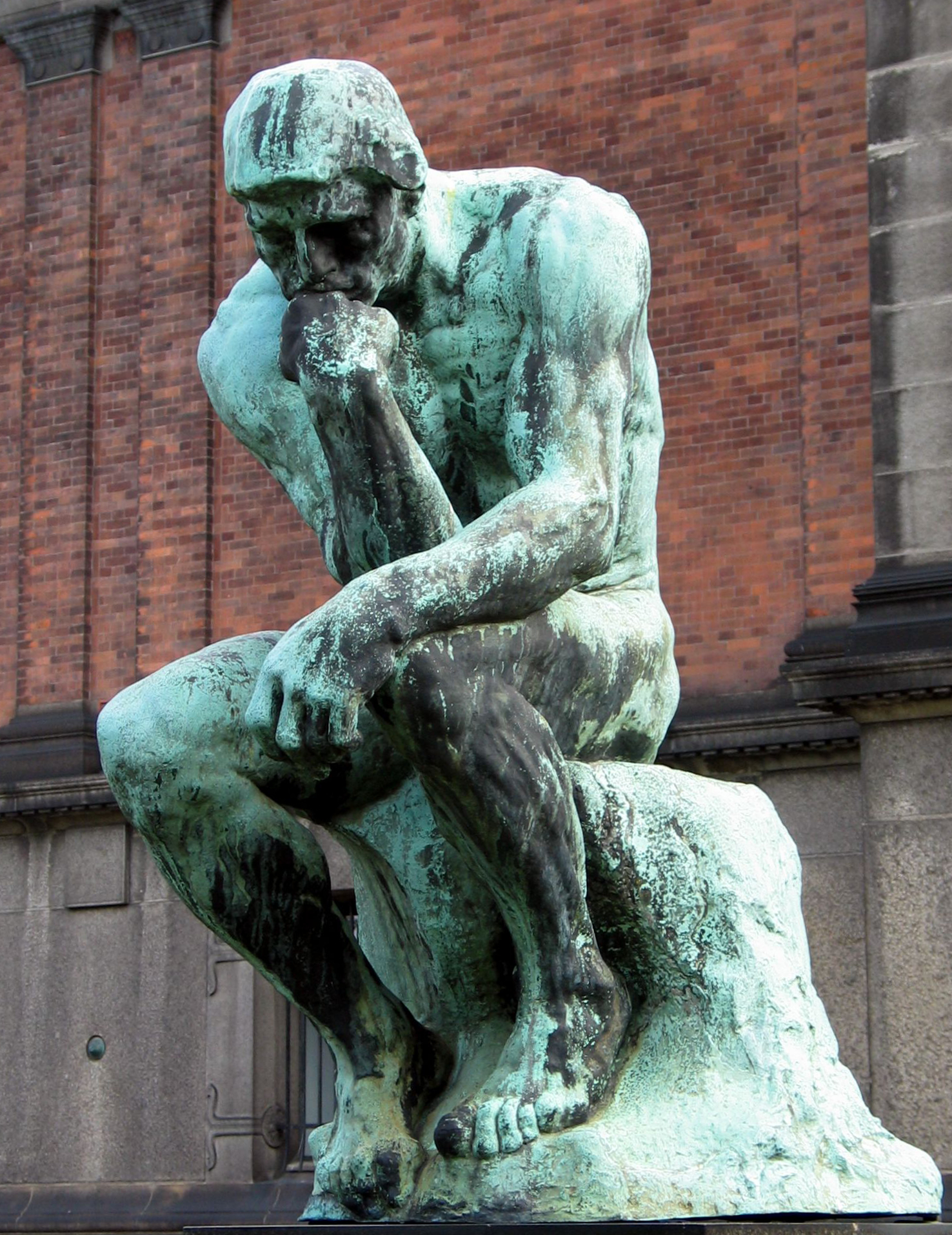
El pensador, de Auguste Rodin, 1902.

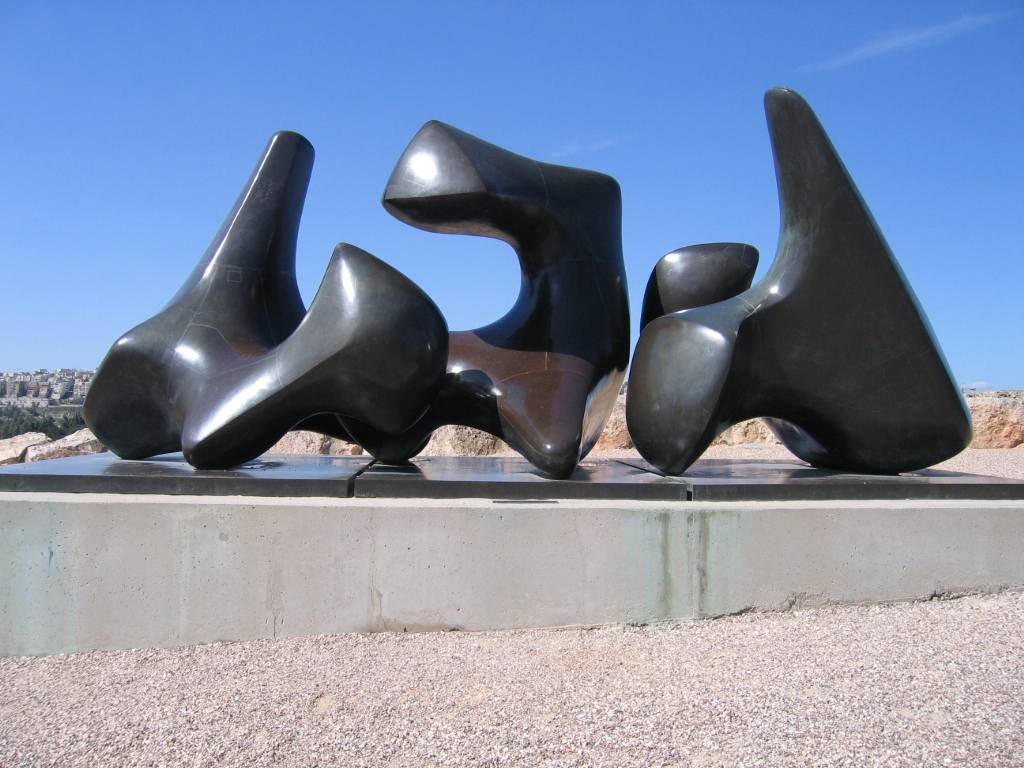
Vertebrae, de Henry Moore, 1960
.

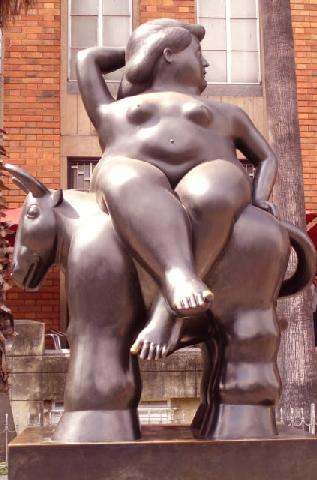
El rapto de Europa, de Fernando Botero, 1994.

Escultura contemporánea es un concepto de la historigrafía del arte utilizado de forma equívoca por la bibliografía, como ocurre con el concepto de arte contemporáneo.  Puede referirse a la totalidad de la Edad Contemporánea o restringirse al siglo XX o incluso al periodo posterior a la Segunda Guerra Mundial (1945). También se utiliza a veces de forma opuesta y a veces de forma intercambiable con el de escultura moderna, que también tiene problemas definitorios similares.

## SigloXX
En la escultura del siglo XX coexistieron una corriente conservadora y una tendencia innovadora. Dentro de esta última pueden reconocerse dos direcciones: la del expresionismo y la del abstraccionismo, que a su vez se expresó en formas geométricas puras (que también se utilizaban por la escultura figurativa del cubismo) o en las más fluidas de la escultura orgánica.

## Escultura contemporánea en Francia
La escultura oficial de convenciones académicas, con mayores o menores concesiones a la sensibilidad romántica, preside todo el siglo XIX. La gran figura de François Rude fue continuada en la segunda mitad del siglo por Jean-Baptiste Carpeaux, Jules Dalou y Albert Bartholome.
El principal escultor de toda la época fue Auguste Rodin, que suele identificarse estilísticamente con el impresionismo pictórico. Su influencia se extendió a toda la escultura posterior. Discípulos suyos fueron Antoine Bourdelle y Charles Despiau. Aristide Maillol ha sido identificado con el estilo denominado mediterraneísmo. Una tendencia más depuradamente idealista se acredita en Joseph Bernard..

## Escultura contemporánea en España
La escultura española del siglo XIX estuvo dominada por los encargos institucionales dentro de un estilo academicista, en el que destacaron Ponciano Ponzano, Ricardo Bellver, Aniceto Marinas o Mariano Benlliure.
En el primer tercio del siglo XX se pueden diferenciar varias tendencias: 
- Escuela francesa: con Manuel Hugué, seguidor de Maillol y Mateo Hernández, de August Gaul, que trabajaron en Francia.
- Escuela modernista: Josep Clarà, Josep Llimona y Enric Casanovas, identificados con la corriente idealista y el modernismo catalán.[2]
- Vanguardia clasicista: con el palentino Victorio Macho, el bilbaíno Nemesio Mogrobejo o el cordobés Mateo Inurria.
- Realismo antiacademicista: el segoviano Emiliano Barral y el catalán Francisco Pérez Mateo.[3]
- Tradicionalistas, casticistas o costumbristas: el catalán Julio Antonio, el cacereño Enrique Pérez Comendador o el gallego Francisco Asorey.

Los principales escultores vanguardistas anteriores a la Guerra civil española (1936) fueron Julio González, Alberto Sánchez Pérez y Pablo Gargallo. Los pintores Salvador Dalí, Joan Miró y Pablo Picasso también realizaron obra escultórica.
Durante el franquismo destacó un grupo de escultores vascos (Eduardo Chillida, Jorge de Oteiza, Agustín Ibarrola) y el aragonés Pablo Serrano.